# Ренфілд (фільм)
«Ренфілд» (англ. Renfield) — американський фантастичний комедійний фільм жахів режисера Кріса Маккея за сценарієм Раяна Рідлі, заснований на оригінальній презентації автора коміксів Роберта Кіркмана. У ролях Ніколас Голт, Ніколас Кейдж, Аквафіна, Бен Шварц, Адріан Мартінес, Шохре Аґдашлу, Бесс Роус та Джеймс Мозес Блек. 
Прем'єра відбулася 30 березня 2023 року на кінофестивалі Overlook, вихід фільму запланований на 14 квітня 2023 року компанією Universal Pictures.

## У ролях
| Актор             | Роль                 |
| ----------------- | -------------------- |
| Ніколас Голт      | Ренфілд              |
| Ніколас Кейдж     | граф Дракула         |
| Аквафіна          | Ребекка Квінсі       |
| Бен Шварц         | Тедді Лобо           |
| Адріан Мартінес   | Кріс Маркос          |
| Шогре Аґдашлу     | Елла                 |
| Бесс Роус         | Кейтлін              |
| Джеймс Мозес Блек | капітан Дж. Браунінг |
| Дженна Канелл     | Керол                |
| Вільям Регсдейл   | священник            |

## Виробництво

### Розробка
У липні 2014 року Universal Pictures оголосила про свій план перезавантажити франшизу «Класичні монстри», включаючи персонажа графа Дракули, як частину спільного всесвіту, відомого як Темний всесвіт, під керівництвом Алекса Курцмана і Кріса Морґана. Після виходу фільму «Дракула. Невідома історія» (2014) його зв’язки із загальним всесвітом були применшені, а «Мумію» (2017) знову позиціювали як перший фільм у серії. У 2017 році «Мумія» була визнана комерційною невдачею, що призвело до рішення Universal перенести свою увагу на індивідуальну розповідь і відійти від загальної концепції всесвіту.

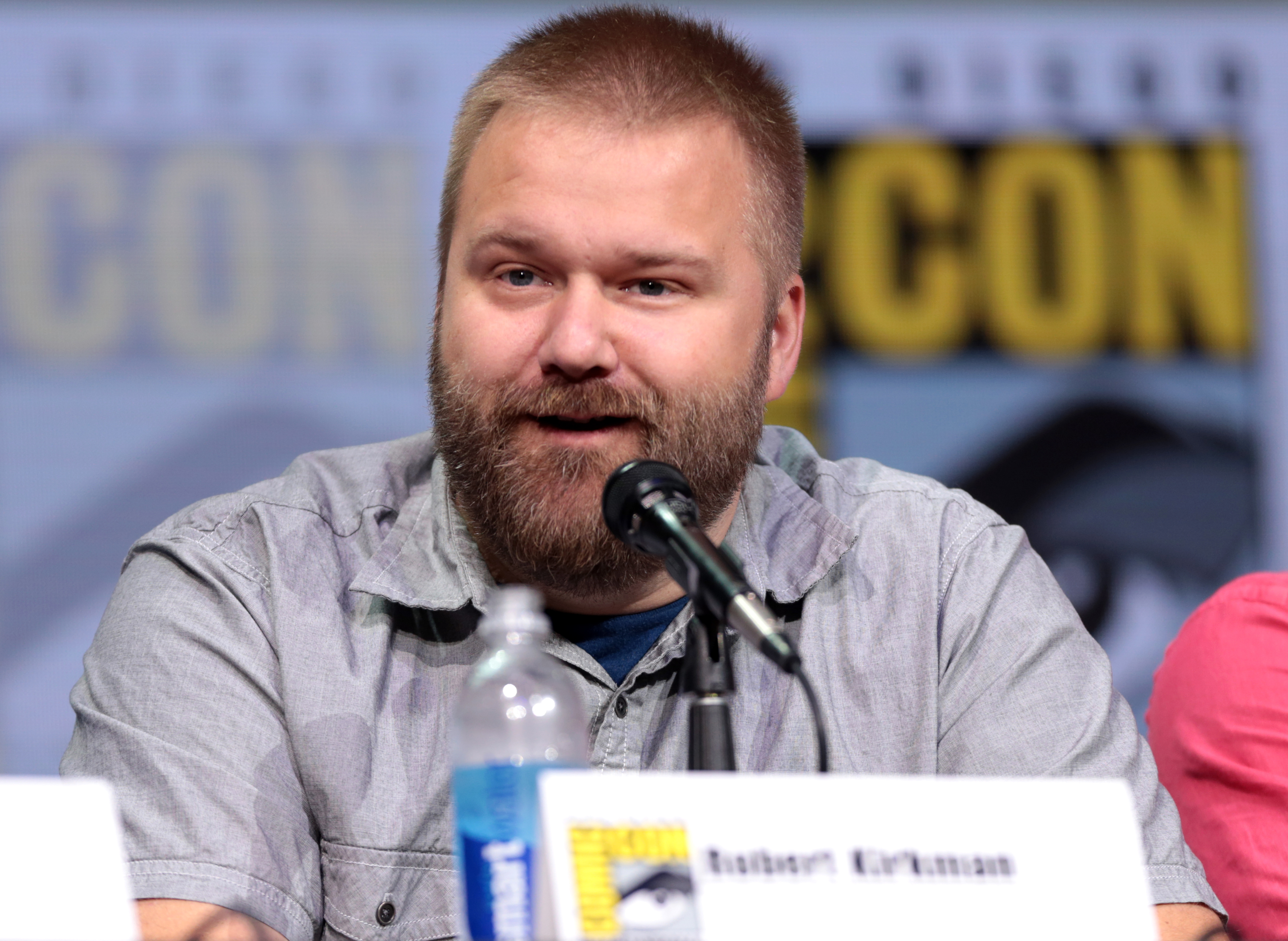
Ренфілд заснований на оригінальній презентації автора коміксів Роберта Кіркмана.

У листопаді 2019 року Декстера Флетчера взяли на роботу режисером Ренфілда для Universal та Skybound Entertainment. Сценарій написав Раяном Рідлі, який є адаптацією оригінальної презентації Роберта Кіркмана. У квітні 2021 року Кріс Маккей почав переговори, щоб стати режисером, після того, як Флетчер пішов працювати над перезавантаженням The Saint. Згодом Маккея затвердели.

### Кастинг
Ніколас Голт отримав головну роль у серпні 2021 року. Ніколас Кейдж був обраний на роль графа Дракули в листопаді, Аквафіна та Бен Шварц були додані до акторського складу в грудні. Адріан Мартінес, Шохре Аґдашлу, Бесс Роус і Джеймс Мозес Блек були підтверджені на початку нового року. «Величезний» шанувальник Дракули та оригінального роману 1897 року, Кейдж підготувався до своєї ролі, спостерігаючи за тим, як Дракулу зображували на екрані Бела Луґоші, Френк Ланджелла та Ґері Олдман.

### Знімання
Знімання розпочалися в Новому Орлеані 3 лютого 2022 року, а Мітчелл Амундсен виступив у ролі головного оператора. 8 лютого було пограбовано понад двадцять автомобілів виробничої бригади. Під час інциденту, який стався пізно ввечері на охоронюваній стоянці, був присутній один охоронець. Член екіпажу Елмо Піплс сказав, що вандали вкрали його страхові документи, дві банківські картки та ноутбук. Він додав: «Я повинен бути тут цілий тиждень, і я навіть не хочу повертатися, тому що відчуваю, що вони не так піклуються про нас, як головні герої чи актори». Love Bugs Film LLC запевнила знімальну групу, що вони наймуть додаткову охорону.

## Випуск
Прем’єра фільму в кінотеатрах відбулася 14 квітня 2023 року компанією Universal Pictures.